# Rodolphe Rubattel

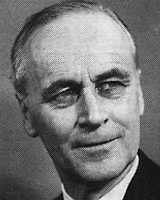
Rodolphe Rubattel

Rodolphe Rubattel (ur. 4 września 1896, zm. 18 października 1961) – szwajcarski polityk, członek Rady Związkowej od 11 grudnia 1948 do 1 listopada 1954. Kierował departamentem spraw ekonomicznych (1948–1954).
Był członkiem Radykalno-Demokratycznej Partii Szwajcarii.
Pełnił także funkcje wiceprezydenta (1953) i prezydenta (1954) Konfederacji.